# Ngor

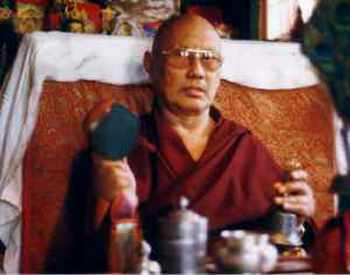
Luding Khen Rinpoche, abt van Ngor

Ngor is een Tibetaans klooster in de provincie U-Tsang, voorheen de provincie Kham, in Tibet, op ongeveer anderhalf uur rijden van Shigatse. Het klooster behoort tot de traditie sakya in het Tibetaans boeddhisme.
Ngor is de belangrijkste tempel van de sakya en vertegenwoordigt de overgrote meerderheid van de school. Enkele kleine groeperingen die tot de school worden gerekend zijn onder andere de pure sakya en tsar. Binnen de school van de Ngor wordt vooral nadruk gelegd op het tantrisme. De school staat bekend om de rituelen van de lange retraites die soms een leven lang kunnen duren.